# Championnats du monde de side-car cross
Les Championnats du monde de side-car cross sont des compétitions internationales annuelles de side-car cross, organisées pour la première fois en 1980. Ils sont organisées par la Fédération Internationale de Motocyclisme (FIM). Avant 1980, une compétition européenne avait lieu à partir de 1971. 

## Histoire
Les championnats du monde de side-car cross ont été créés en 1980.

## Palmarès

### Pilotes
Les champions depuis 1971:
- Vainqueurs de la coupe FIM (1971 à 1974)

| Season | Winners                         | Engine-Chassis |
| 1971   | Rikus Lubbers / Bart Notten     | Norton-Wasp    |
| 1972   | Robert Grogg / Gerhard Martinez | Norton-Wasp    |
| 1973   | Lorenz Haller / Samuel Haller   | Honda-SPP      |
| 1974   | Robert Grogg / Andreas Grabner  | Norton-Wasp    |

- Champions d'Europe (1975 à 1979)

| Season | Winners                             | Engine-Chassis |
| 1975   | Ton van Heugten / Dick Steenbergen  | Yamaha-Hagon   |
| 1976   | Robert Grogg / Andreas Hüsser       | Norton-Wasp    |
| 1977   | Robert Grogg / Andreas Hüsser       | Norton-Wasp    |
| 1978   | Robert Grogg / Andreas Hüsser       | Norton-Wasp    |
| 1979   | Emil Bollhalder / Roland Bollhalder | Yamaha-EML     |

- Champions du monde (1980 à aujourd'hui)

| Season | Winners                                 | Engine-Chassis |
| 1980   | Reinhard Böhler / Siegfried Müller      | Yamaha-Wasp    |
| 1981   | Ton van Heugten / Frits Kiggen          | Yamaha-Wasp    |
| 1982   | Emil Bollhalder / Karl Büsser           | Yamaha-EML     |
| 1983   | Emil Bollhalder / Karl Büsser           | Yamaha-EML     |
| 1984   | Hansi Bächtold / Fritz Fuß              | EML/Jumbo-EML  |
| 1985   | Hansi Bächtold / Fritz Fuß              | EML/Jumbo-EML  |
| 1986   | Hansi Bächtold / Fritz Fuß              | EML/Jumbo-EML  |
| 1987   | Hansi Bächtold / Fritz Fuß              | EML/Jumbo-EML  |
| 1988   | Christoph Hüsser / Andreas Hüsser       | KTM-VMC        |
| 1989   | Christoph Hüsser / Andreas Hüsser       | KTM-VMC        |
| 1990   | Benny Janssen / Tiny Janssen            | Honda-EML      |
| 1991   | Eimbert Timmermans / Eric Verhagen      | Kawasaki-EML   |
| 1992   | Eimbert Timmermans / Eric Verhagen      | Kawasaki-EML   |
| 1993   | Andreas Fuhrer / Adrian Käser           | Kawasaki-VMC   |
| 1994   | Andreas Fuhrer / Adrian Käser           | Kawasaki-VMC   |
| 1995   | Andreas Fuhrer / Adrian Käser           | Kawasaki-JHR   |
| 1996   | Andreas Fuhrer / Adrian Käser           | Kawasaki-JHR   |
| 1997   | Kristers Serģis / Artis Rasmanis        | KTM-EML        |
| 1998   | Kristers Serģis / Artis Rasmanis        | Zabel-BSU      |
| 1999   | Daniël Willemsen / Marcel Willemsen     | Zabel-BSU      |
| 2000   | Kristers Serģis / Artis Rasmanis        | MTH-BSU        |
| 2001   | Kristers Serģis / Artis Rasmanis        | MTH-BSU        |
| 2002   | Kristers Serģis / Artis Rasmanis        | MTH-BSU        |
| 2003   | Daniël Willemsen / Kaspars Stupelis     | Zabel-VMC      |
| 2004   | Daniël Willemsen / Kaspars Stupelis     | Zabel-VMC      |
| 2005   | Daniël Willemsen / Sven Verbrugge       | Zabel-VMC      |
| 2006   | Daniël Willemsen / Sven Verbrugge       | Zabel-VMC      |
| 2007   | Daniël Willemsen / Reto Grütter         | Zabel-VMC      |
| 2008   | Daniël Willemsen / Reto Grütter         | Zabel-VMC      |
| 2009   | Joris Hendrickx / Kaspars Liepiņš       | KTM-VMC        |
| 2010   | Daniël Willemsen / Gertie Eggink        | Zabel-WSP      |
| 2011   | Daniël Willemsen / Sven Verbrugge       | Zabel-WSP      |
| 2012   | Daniël Willemsen / Kenny van Gaalen     | Zabel-WSP      |
| 2013   | Ben Adriaenssen / Ben van den Bogaart   | KTM-WSP        |
| 2014   | Ben Adriaenssen / Ben van den Bogaart   | Husqvarna-WSP  |
| 2015   | Etienne Bax / Kaspars Stupelis          | Zabel-WSP      |
| 2016   | Jan Hendrickx / Ben van den Bogaart     | Husqvarna-WSP  |
| 2017   | Etienne Bax / Nicolas Musset            | Zabel-WSP      |
| 2018   | Marvin Vanluchene / Ben van den Bogaart | Zabel-VMC      |
| 2019   | Etienne Bax / Kaspars Stupelis          | Zabel-WSP      |
| 2021   | Etienne Bax / Nicolas Musset            | Zabel-WSP      |
| 2022   | Etienne Bax / Ondrzej Cermak            | Husqvarna-WSP  |
| 2023   |                                         |                |
| 2024   |                                         |                |
| 2025   |                                         |                |

- Passagers en italique.

### Constructeurs
Un championnat des constructeurs de sidecars a lieu depuis 1980, date à laquelle le Championnat du monde a été introduit. Initialement, jusqu’en 1988, la compétition avait lieu entre fabricants de moteurs. Après une pause sans championnat constructeurs, il est revenu en 1992, maintenant entre les fabricants de châssis,
| Saison  | Constructeur |
| 1980    | Yamaha       |
| 1981    | Yamaha       |
| 1982    | Yamaha       |
| 1983    | Yamaha       |
| 1984–87 | non disputé  |
| 1988    | KTM          |
| 1989–91 | non disputé  |

| Saison | Constructeur |
| 1992   | EML          |
| 1993   | EML          |
| 1994   | EML          |
| 1995   | EML          |
| 1996   | EML          |
| 1997   | BSU          |
| 1998   | BSU          |
| 1999   | non disputé  |
| 2000   | BSU          |
| 2001   | BSU          |
| 2002   | BSU          |
| 2003   | BSU          |

| Saison | Constructeur        |
| 2004   | Vruwink MotorCycles |
| 2005   | Vruwink MotorCycles |
| 2006   | Vruwink MotorCycles |
| 2007   | Vruwink MotorCycles |
| 2008   | Vruwink MotorCycles |
| 2009   | Vruwink MotorCycles |
| 2010   | WSP                 |
| 2011   | Vruwink MotorCycles |
| 2012   | WSP                 |
| 2013   | WSP                 |
| 2014   | WSP                 |